# Euplexaura pinnata
Euplexaura pinnata är en korallart som beskrevs av Wright och Studer 1889. Euplexaura pinnata ingår i släktet Euplexaura och familjen Plexauridae. Inga underarter finns listade i Catalogue of Life.